# Strage di Nizza

Inizio e fine dell'attacco sulla passeggiata degli Inglesi.

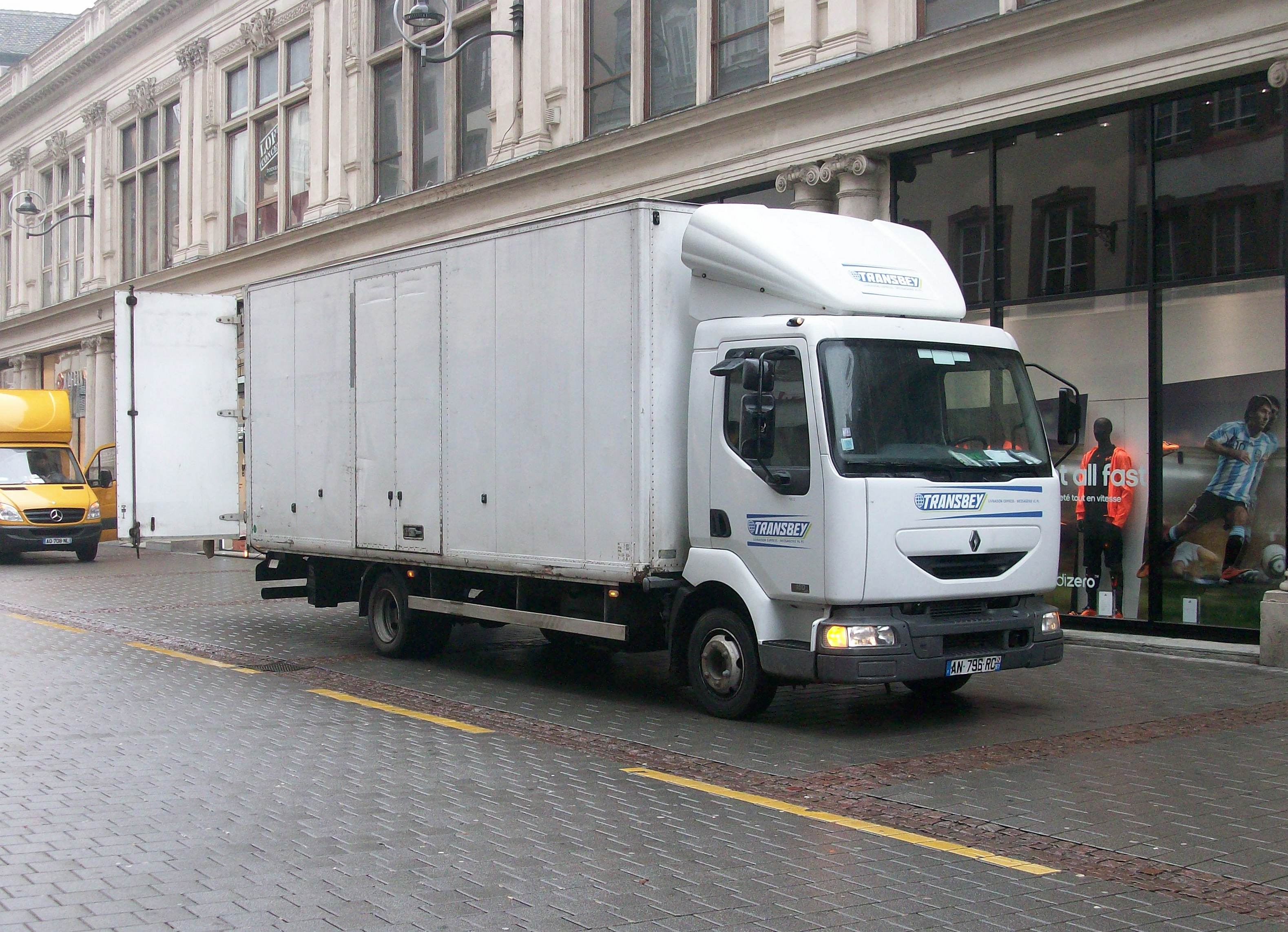
Renault Midlum 300, modello di autocarro usato dall'attentatore.

La strage di Nizza è stato un attentato terroristico avvenuto il 14 luglio 2016 nel dipartimento delle Alpi Marittime a Nizza, in Francia, quando un uomo di nome Mohamed Lahouaiej-Bouhlel alla guida di un autocarro, ha volontariamente investito in velocità la folla che assisteva ai festeggiamenti pubblici in occasione della festa nazionale francese sulla Promenade des Anglais.

## Dinamica
La sera del 14 luglio 2016, verso le ore 22:30, una folla di persone stava assistendo sulla Promenade des Anglais, la passeggiata sul lungomare di Nizza, nell'occasione trasformata in isola pedonale, allo spettacolo pirotecnico allestito per le celebrazioni della festa nazionale francese.
Improvvisamente un autocarro, un Renault Midlum di colore bianco, si è scagliato ad alta velocità sulla folla, investendo centinaia di persone e provocando il panico. La corsa del veicolo è proseguita per 1.847 metri, durante la quale il conducente sparava all'impazzata, forzando la zona pedonale e procedendo zigzagando, così da provocare il numero massimo di vittime, di cui almeno ottantaquattro morti e poco più di quattrocentocinquanta feriti .
L'attentatore è stato leggermente rallentato dall'intervento di un uomo, che ha cercato di affiancare il veicolo con il suo scooter e, dopo aver tentato di immobilizzare il conducente cercando di saltare nella cabina del camion, è caduto a terra. Inizialmente si credeva che il motociclista fosse morto sul colpo, ma la notizia è stata successivamente smentita. La scena è stata anche ripresa da un giornalista tedesco, Richard Gutjahr, che ha immortalato il motociclista mentre tentava invano di bloccare l'attentatore. Il video è stato anche trasmesso dalla rete televisiva tedesca Ard. L'attentatore, alla fine, è rimasto ucciso dai colpi di arma da fuoco sparati dalla polizia contro la cabina di guida e la corsa del camion si è arrestata verso le 22:50.
Sul camion sarebbero state rinvenute finte armi da fuoco e finte bombe a mano. Successivamente è stata smentita la voce riguardante la contemporanea cattura di ostaggi inermi.

## Vittime
| Nazionalità       | Morti | Feriti | Note                        |
| ----------------- | ----- | ------ | --------------------------- |
| Francia           | 40    | 250    | [ 10 ]                      |
| Italia            | 6     | 4      | [ 11 ] [ 12 ]               |
| Algeria           | 5     |        | [ 13 ]                      |
| Marocco           | 4     | 1      | [ 14 ]                      |
| Kazakistan        | 4     |        | [ 15 ]                      |
| Tunisia           | 4     |        | [ 16 ] [ 17 ]               |
| Germania          | 3     | 2      | [ 18 ] [ 19 ]               |
| Estonia           | 2     | 4      | [ 20 ] [ 21 ] [ 22 ]        |
| Stati Uniti       | 2     | 3      | [ 23 ]                      |
| Russia            | 2     | 3      | [ 16 ] [ 22 ] [ 24 ] [ 25 ] |
| Svizzera          | 3     |        | [ 26 ]                      |
| Polonia           | 2     |        | [ 27 ]                      |
| Madagascar        | 1     | 4      | [ 28 ]                      |
| Romania           | 1     | 4      | [ 16 ] [ 29 ] [ 30 ]        |
| Brasile           | 1     | 3      | [ 31 ] [ 32 ] [ 33 ]        |
| Ucraina           | 1     | 2      | [ 34 ] [ 35 ]               |
| Belgio            | 1     | 1      | [ 26 ]                      |
| Armenia           | 1     | 1      | [ 36 ]                      |
| Georgia           | 1     |        | [ 37 ]                      |
| Australia         |       | 5      | [ 38 ] [ 39 ]               |
| Portogallo        |       | 4      | [ 40 ]                      |
| Paesi Bassi       |       | 3      | [ 41 ]                      |
| Cina              |       | 2      | [ 42 ]                      |
| Irlanda           |       | 1      | [ 43 ]                      |
| Malaysia          |       | 1      | [ 44 ]                      |
| Repubblica Ceca   |       | 1      | [ 45 ]                      |
| Regno Unito       |       | 1      | [ 46 ]                      |
| Singapore         |       | 1      | [ 47 ]                      |
| Ungheria          |       | 1      | [ 45 ]                      |
| Vittime ulteriori | 3     |        |                             |
| Totale            | 86    | 458    | [ 10 ]                      |

## Autore

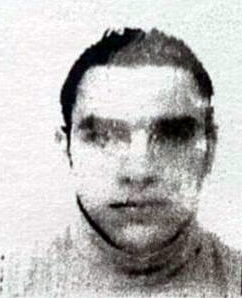
Mohamed Lahouaiej-Bouhlel

Il colpevole è stato identificato in un cittadino nizzardo di trentuno anni con doppia nazionalità francese e tunisina: i documenti che ne hanno permesso l'identificazione sono stati trovati nel camion. L'attentatore, Mohamed Lahouaiej-Bouhlel, nato a Susa in Tunisia, era già noto alla polizia per piccoli casi di criminalità minore, in particolare violenze e uso di armi, ma nessun fatto legato al terrorismo.
Il 15 luglio, lo Stato Islamico (ISIS) ha rivendicato la responsabilità dell'attentato, affermando che l'attentatore era un suo "soldato", che ha eseguito l'attacco in risposta agli appelli del gruppo di "colpire i cittadini dei Paesi della coalizione che combatte lo Stato Islamico". La rivendicazione è stata fatta attraverso l'agenzia Amaq. L'attacco fu diretto dalla Siria da un membro dello Stato Islamico, mente non solo della strage di Nizza, ma anche di altri attacchi che hanno colpito la Francia.

Il 21 aprile 2021, a Sparanise (CE), è stato arrestato Endri Elezi, uomo di origini albanesi di 28 anni, identificato come colui che fornì le armi all'autore dell'attentato. Si era rifugiato da poco meno di due mesi nel comune del casertano, lavorando come bracciante agricolo.

## Reazioni
Il presidente François Hollande, tornato a Parigi da Avignone, si è incontrato con il ministro dell'Interno, Bernard Cazeneuve (Governo Valls II) per una riunione di emergenza per quanto riguarda gli attacchi. In una trasmissione televisiva, la mattina del 15 luglio 2016, si è rivolto alla popolazione francese dichiarando il prolungamento dello stato di emergenza a tre mesi ed affermando che "non è possibile negare la natura terroristica dell'attacco". Il primo ministro francese Manuel Valls ha annunciato tre giorni di lutto nazionale dal 16 al 18 luglio.
Il 21 luglio 2016 è stato indetto lo stato di emergenza, che sarà poi prolungato fino al 31 gennaio 2017.